# Aimaro, Monje de los Corbizzi
Aimaro el Monje es el nombre con el que se conocía en Tierra Santa a este prelado de la Toscana. Realmente el nombre correspondía a su condición Monje de los Corbizzi, una ilustre familia originaria de Fiesole y Florencia. Probablemente nació en esta última ciudad y murió en Palestina en 1202.
Fue arzobispo de Cesarea desde 1181. Para poner fin a la vacante existente desde 1191, los canónigos del Santo Sepulcro, que querían a alguien que residiera en Oriente, le eligieron en 1194 como Patriarca de Jerusalén, cargo que ejerció hasta el día de su muerte.
Es el autor de un libro sobre la toma de San Juan de Acre.
| Predecesor: Heraclio de Auvernia | Patriarca de Jerusalén 1194 – 1202 | Sucesor: Soffredo Errico Gaetani |

- Datos: Q2874923